# Klepsch Group
Die Klepsch-Gruppe (englisch: Klepsch Group) ist eine international tätige, im Bezirk Zell am See ansässige Unternehmensgruppe der kunststoffverarbeitenden Industrie. Weltweit beschäftigt die Klepsch-Gruppe ca. 820 Mitarbeiter und verarbeitet über 56.000 Tonnen Rohmaterial pro Jahr. Die Unternehmen sind im Besitz der Familie Klepsch, die diese nach wie vor selbst führt. In Summe erwirtschaftet die Klepsch-Gruppe ca. 200 Mio. Euro pro Jahr.

## Die Unternehmen
Die Unternehmen der Klepsch-Gruppe decken weite Teile der kunststoffverarbeitenden Industrie ab. Die folgenden sind am bedeutendsten:
- Senoplast Klepsch & Co. GmbH – Piesendorf, Platten und Folien zum Tiefziehen und Thermoformen
- Zell Materials GmbH Engineering Plastics – Kaprun, Halbzeuge (früher Zell-Metall GmbH)
- Senova Kunststoffe GesmbH & Co KG – Uttendorf, Großhandel
- Seno Spezialmaschinen GmbH & Co KG – Piesendorf, Maschinenbau
- Seletec Plastic Products GmbH & Co KG – Uttendorf, Spritzguss
- Senco Research and Development GmbH & Co KG – Piesendorf, Forschung und Entwicklung

## Geschichte

### Beginn in der metallverarbeitenden Industrie
Schon am Beginn des 20. Jahrhunderts betrieb die Familie Klepsch in Aussig (heute CZ) eine Stahl-, Eisen- und Bronzegießerei. Nach Ende des Zweiten Weltkriegs wurden alle deutschstämmigen Bürger aus der neuen Tschechoslowakischen Republik vertrieben. So auch die Familie Klepsch, deren Unternehmen mittlerweile mehr als 1.200 Mitarbeiter beschäftigte.
Da das Gießereigewerbe zu dieser Zeit ein gebundenes Gewerbe war, ergab sich erst 1949 die Gelegenheit zu einem Neuanfang, als Rudolf Klepsch sen. (1914–1996) die Gießerei Brandstätter in Zell am See pachtete. Zwei Jahre später erfolgte die Gründung der Firma Zell-Metall.

### Zell Materials GmbH Engineering Plastics (ehem. Zell-Metall GmbH)
Die Zell Materials GmbH, das älteste Unternehmen der Klepsch-Gruppe, ging 1951 aus der Gießerei Brandstätter hervor. Dr. Rudolf Klepsch sen. erkannte jedoch sehr früh, dass technische Kunststoffe in Zukunft Metalle und andere herkömmlichen Werkstoffe ersetzen würden. Deshalb begann Zell-Metall im Jahre 1955 mit der Extrusion und dem Spritzguss von Polyamid. Anfangs wurde die Extrusion in Zell am See und die Spritzguss-Sparte in Mühlbach im Pinzgau betrieben. 1960 wurde das Unternehmen am neuen Standort Kaprun zusammengelegt.
In den folgenden Jahrzehnten wurden viele weitere Kunststoffe in das Produktportfolio aufgenommen. Das ursprüngliche Kerngeschäft, das Gießen von Bronze-Halbzeugen, wurde 1986 eingestellt. Die Spritzguss-Abteilung wurde 1989 zu Senova ausgelagert. Heute ist Zell Materials auf die Extrusion von Kunststoffhalbzeugen in Form von Platten, Folien, Voll- und Hohlstäben zur spanabhebenden Bearbeitung spezialisiert. Die verfügbaren Materialien reichen von herkömmlichen technischen Kunststoffen (PA, POM, PET) über Hochleistungskunststoffe (z. B. PEEK) bis hin zu modifizierten Werkstoffen.
Neben dem Hauptstandort Kaprun betreibt Zell Materials weitere Produktionsstandorte auf der Insel Ischia (Italien) und in Lenexa (Kansas, USA) sowie mehrere Logistikzentren im In- und Ausland.

### Senoplast Klepsch & Co. GmbH
Senoplast wurde 1956 von Wilhelm Klepsch, dem Sohn von Rudolf sen., gegründet. Anfangs beschäftigte sich das Unternehmen mit der Wiederaufbereitung von altem Kunststoffmaterial, woraus sich auch der Firmenname ableitet („senix“ = griech. für „alt“). Außerdem fungierte Senoplast bis 1986 auch als Handelsunternehmen. Seit 1964 konzentriert sich Senoplast auf die Extrusion von Kunststoffplatten und -folien zum Tiefziehen und Thermoformen. Diese Produkte werden in verschiedenste Fertigerzeugnisse eingearbeitet, wie z. B. Kfz, Wohnmobile, Sanitäranlagen, Koffer, Dachboxen, Boote, Möbel oder Verpackungen für die Lebensmittelindustrie. Die verwendeten Materialien umfassen ABS, PMMA, ASA sowie PS.
Senoplast produziert in Piesendorf sowie seit 2000 in Querétaro (Mexiko), betreibt weitere Niederlassungen in weltweit 16 Ländern und beschäftigt über 400 Mitarbeiter. Durch die Ausgliederung der Sparte coextrudierte Folien zum Tiefziehen für den Fahrzeugbau entstand das Unternehmen Senco (Europe) GmbH.
Senoplast ist seit 1987 Träger des Österreichischen Staatswappens als Auszeichnung für außergewöhnliche Leistungen für Österreichs Wirtschaft.

### Senosan GmbH
Im Jahr 2011 wurde die Senosan GmbH als eigenständiges Unternehmen gegründet, um die Vermarktung von kratzfesten Hochglanzfolien speziell auf die Bedürfnisse der Möbelbranche auszurichten. Das Einsatzgebiet erstreckt sich dabei auf jegliche Art der Möbeleinrichtungen für Küche, Bad, Wohnraum, Schlafzimmer, Büro in Form von beschichteten Platten in hochglänzender Ausführung.

### Senova Kunststoffe GmbH & Co KG
Senova, der Handelsbetrieb der Klepsch-Gruppe, entstand 1986 durch die Ausgliederung der Handelssparten aus Senoplast und Zell-Metall. Das in Uttendorf angesiedelte Unternehmen betreibt eine Niederlassung in Wien und beschäftigt sich mit dem Handel, Import und Export von Kunststoff-Halbzeugen. Senova ist Repräsentant der Schwesterunternehmen Senoplast und Zell-Metall in Österreich und vertritt auch andere führende europäische Hersteller von Kunststoff-Halbzeugen.

### Seletec Plastic Products GmbH & Co KG
Seletec entstand im Jahr 1997 durch die Ausgliederung der seit 1955 bestehenden Spritzguss-Sparte aus der Firma Senova. Das Kerngeschäft des in Uttendorf angesiedelten Unternehmens ist die Entwicklung und Erzeugung von Kunststoff-Spritzgussartikeln.

### Seno Spezialmaschinen GmbH
Die Firma Seno Spezialmaschinen erzeugt Sondermaschinen wie Extrusionsstraßen, Glättwerke oder vollautomatische Maschinenkomponenten, vor allem für die eigenen Schwesterunternehmen.

## Sonstiges
Unternehmensübergreifend ist die Klepsch-Gruppe mit derzeit (März 2013) 420 Beschäftigten im Pinzgau zweitgrößter Arbeitgeber des Bezirks, hinter der SAG. Die Unternehmen gehören auch zu den wichtigsten Ausbildungsbetrieben in der Region.
Im Jahr 2008 wurde der Güterverkehr auf der Pinzgauer Lokalbahn unter dem neuen Betreiber Salzburg AG wieder aufgenommen, nachdem die ÖBB diesen zehn Jahre zuvor eingestellt hatten. Maßgeblich für diesen Schritt war das Interesse von Senoplast.